# Литовченко Дарина В'ячеславівна
Дарина В'ячеславівна Литовченко (англ. Daryna Lytovchenko, 2 травня 1989) — українська вокалістка, сопрано, лауреат міжнародних конкурсів.

## Життєпис
Народилася в Чернігові. У 2009 році закінчила Чернігівське музичне училище імені Л. М. Ревуцького. В цьому ж році вступила до Національної музичної академії України імені П. І. Чайковського в клас заслуженої артистки України Валентини Антонюк, яку закінчила у 2014 році.
В роки навчання здобула гран-прі на міжнародному конкурсі ім. Н. А. Обухової (Феодосія, Україна, 2012). В цьому ж році дебютувала в Київській оперній студії в опері Римського-Корсакова «Царева наречена» і в ролі Барбарини в опері В. А. Моцарта «Весілля Фігаро», а в грудні 2013 дебютувала в ролі Земфіри в опері Рахманінова «Алеко».
У 2014 році закінчила Національну музичну академію ім. П. І. Чайковського. І в цьому ж році стала асистентом-стажистом у класі професора Валентини Антонюк. Також в 2014 році як запрошена артистка виконала партію Саффі з оперети «Циганський барон» Й. Штрауса в Черкаському музично-драматичному театрі імені Т. Г. Шевченка.
З 2015 року — солістка Київського муніципального академічного театру опери і балету для дітей та юнацтва. У репертуарі театру виконала партії з опер і мюзиклів: «Ніч перед Різдвом» М. Римський-Корсаков (Оксана); «Історія Кая та Герди» С. Баневич (Герда); «Ріта» Г. Доніцетті (Ріта); «Бастьєн і Бастьєнна» В. А. Моцарта (Бастьєнна); «Травіата» Дж. Верді (Флора); Мюзиклі «Дванадцять місяців» С. Баневич (Пасербиця); Опера «Богема» Дж. Пуччіні (Мімі) і ін. Також неодноразово виступала з Національним Президентським оркестром України і Оркестром Збройних сил України, Естрадно-симфонічним оркестром і оркестрами народних інструментів. Виступала в філармоніях Чернігова, Дніпропетровська і Києва. У 2017 році виконала партію Донни Фульвії в прем'єрній постановці опери Дж. Россіні «Пробний камінь» в оперній студії НМАУ ім. П.Чайковського за підтримки Посольства Італії в Україні.
В цьому ж році стала лауреатом Другого міжнародного конкурсу «Impreza. Opera in miniature» і здобула гран-прі на Першому всеукраїнському конкурсі «Світова класика українською», що проводився за підтримки Фонду Вікімедіа та за сприяння Міністерства культури України. В 2019 здобула ІІ премію на конкурсі ім. Соломії Крушельницької